# DANSIC
DANSIC – Danish Social Innovation Club er en tværpolitisk almennyttig organisation, der har til formål at fremme social innovation i Danmark. Foreningen drives hvert år af frivillige studerende med forskellig faglighed, en bestyrelse, og bistås af et Advisory Board af eksperter og ledere. Foreningens hovedaktivitet er en årlig heldagskonference, der afholdes for 300-500 deltagere med henblik på at udforske, hvordan samfundsmæssige problemstillinger kan løses gennem nye innovative løsninger og socialt entreprenørskab. Den første konference DANSIC12 løb af staben d. 8. marts 2012. I 2016 afholdes DANSIC16-konferencen Work-Life-Lab d. 17. marts, hvor ambitionen er at adressere stress som samfundsudfordring gennem nytænkning og social innovation.

## Advisory Board
DANSIC bistås af et rådgivende Advisory Board, der tæller følgende medlemmer:
- Anne Kjær Skovgaard, formand, Raido
- Lasse Zobel, konsulent, McKinsey & Company
- Lærke Ullerup, markedsføringsdirektør Trackunit
- Steffen Thybo Drostgaard, direktør og stifter, Raido
- Simona Maschi, direktør og medstifter, CIID

## Referenceliste
1. ↑  Børsen: Unge vil sætte social innovation på dagsorden Arkiveret 8. marts 2016 hos  Wayback Machine
2. ↑  CBS Observer: DANSIC slår dørene op til årets konference Arkiveret 7. marts 2016 hos  Wayback Machine
3. ↑  Mandag Morgen: Uddannelser skaber ikke innovationskraft Arkiveret 7. marts 2016 hos  Wayback Machine
4. ↑  Djøfbladet: Oprøreren fra Statskundskab
5. ↑  CSR.dk: Ustoppelig Ungdom
6. ↑  European Commission: SIE interviews Steffen Thybo Moeller and Lasse Zobel from DANSIC Arkiveret 7. marts 2016 hos  Wayback Machine
7. ↑  Roskilde Universitets Center: DANSIC konferencen Urban Uplift 2015 Arkiveret 6. marts 2016 hos  Wayback Machine
8. ↑  Uddannelsesministeriet: Konference om social innovation fik ministerbesøg
9. ↑  Politiken: Her redder de studerende verden Arkiveret 8. marts 2016 hos  Wayback Machine
10. ↑  Universitetsavisen: DANSIC16 Work Life Lab
11. ↑  Copenhagen Business School: Nu går DANSIC til kamp mod stress Arkiveret 7. marts 2016 hos  Wayback Machine